# Божо Томић
Божидар Божо Томић (Пријевор, код Чачка, 15. јануар 1917 — Бијело Брдо, код Рудог, 21. март 1944), учесник Народноослободилачке борбе и народни херој Југославије.

## Биографија
Рођен је 15. јануара 1917. године у селу Пријевор, код Чачка. Као млади радник уочи Другог светског рата је као члан Савеза комунистичке омладине Југославије (СКОЈ), а од 1939. године и члан Комунистичке партије Југославије (КПЈ) био је активни пропагатор међу радницима. Био је одлучан борац за радничка права у штрајковима и демонстрацијама, које су водили чачански радници преко синдиката. Фебруара 1941. године је био хапшен због своје политичке активности.
Након окупације Југославије, 1941. године активно је као члан Среског комитета КПЈ за Чачак учествовао у организовању Народноослободилачког покрета (НОП) и припремама оружаног устанка у љубићко-трнавском срезу. Приликом вршења пропаганде за оргнизовање устанка, био је ухапшен до жандара и одведен у Прељину, али је успео да побегне. Када је половином јула 1941. године формиран Чачански партизански одред постао је његов борац.
Истицао се у свим борбама у којима је учествовао, а нарочито се истицао у борбама током Прве непријатељске офанзиве. Када се главнина партизанских снага повукла у Санџак, Божо је био руководилац у Другом чачанском батаљону, а од фебруара 1942. године је био постављен за заменика политичког комесара Другог чачанског батаљона. Заједно са својом јединицом је 1. марта 1942. године ступио у тада формирану Другу пролетерску ударну бригаду у њен Други чачански батаљон.
Августа 1942. године Божо је био постављен за политичког комесара Другог чачанског батаљона. Иако политички комесар батаљона, учествовао је у свим борбама своје јединице. Истицао се личним примером, који су следили његови борци. Посебно се истакао у борбама с Италијанима на Јелиној Пољани, код Босанског Грахова, 10. новембра 1942. године, када је био тешко рањен.
На лечењу је био све до јуна 1943. године када се вратио у Други чачански батаљон Друге пролетерске бригаде, с којим је учествовао у Петој непријатељској офанзиви. Када је одлуком Врховног штаба НОВ и ПОЈ, марта 1944. године Друга пролетерска дивизија кренула у правцу продора у Србију, Божо је са својим батаљоном водио тешке борбе с Немцима код села Штрпца и Бијелог Брда, код Рудог. Његов батаљон је успео да одбаци борбену групу немачког Вермахта, али је након тога уследио нови напад непријатеља. Добивши задатак да освојени положај држи по сваку цену, Божо није напуштао прве борбене редове. Штитећи остале партизанске снаге из Четврте крајишке и Друге пролетерске бригаде, Божин Други батаљон је успео да 21. марта 1944. године издржи јак напад немачких и четничко-недићевских снага, које су потом биле одбачене у правцу Прибоја.
У овим борбама, погинуло је 14 партизанских бораца, међу којима је био и Божо Томић. Божо је погинуо приликом обиласка положаја чета Другог батаљона, када га је погодио гелер гранате испаљене из једног немачког тенка.
Указом Президијума Народне скупштине ФНР Југославије, 20. децембра 1951. године, проглашен је за народног хероја.
Од 1959. године основна школа у његовом родном селу Пријевору носи његово име. У дворишту школе му је подигнута спомен-биста рад вајара Живорада Максимовића. Такође, његово име је носила и Фабрика хартије у Чачку, испред чије управне зграде му је 1960. године била подигнута спомен-биста рад вајара Оскара Бербеље.